# نورث غرينبوش (نيويورك)
نورث غرينبوش (بالإنجليزية: North Greenbush, New York)‏ هي بلدة أمريكية تقع في الولايات المتحدة في نيويورك (ولاية). يقدر عدد سكانها بـ 12,075 نسمة .